# Hop Hey
HOP HEY — національна мережа розливних напоїв та снеків, яка об’єднує понад 300 магазинів під двома брендами: HOP HEY та Море Пива.

## Історія
Мережа магазинів HOP HEY має початок з 2009 року, в якому було відкрито перший магазин розливного пива в місті Дніпро під брендом Море Пива. Мережа стрімко зростала і вже у 2015 році налічувала 172 магазини Море Пива, в яких можна було придбати розливне пиво та вагові закуски.
У 2018 році був відкритий перший магазин нового сучасного формату під брендом HOP HEY. У 2020 року компанія оголосила про злиття двох мереж та подальшим розвитком під брендом HOP HEY, який було призупинено у період пандемії. У 2023 році компанія відновила ребрендинг, і станом на жовтень 2023 року з 313 магазинів 65% мережі вже працюють під брендом HOP HEY.
Наразі компанія продовжує розвивати інші напрямки діяльності та має експертизу у власному виробництві пива, виробництві та імпорті закусок. Розвиваючись структурою холдингу наразі компанія має у своєму складі:
- найбільшу роздрібну мережу розливних напоїв в Україні HOP HEY та Море Пива
- сучасний технологічний завод Fanatic Brewing Center
- крафтову броварню FDB (First Dnipro Brewery/Перша Дніпровська Броварня)